# Rosario de Acuña
Rosario de Acuña y Villanueva (Madrid, 1 de noviembre de 1850-Gijón, 5 de mayo de 1923) fue una escritora, pensadora y periodista española. Considerada ya en su época como una de las más avanzadas vanguardistas en el proceso español de igualdad social de la mujer y el hombre —y los derechos de los más débiles en general. Nacida en una familia emparentada con la aristocracia, se mostró desde muy pronto como una mujer íntegra, creativa e indomable. Su talante librepensador de ideología republicana y su corta pero valiente y provocadora producción teatral, la convirtieron en una figura polémica y en objetivo de las iras de los sectores más conservadores de la España de la segunda mitad del siglo XIX y primer cuarto del siglo XX.

## Biografía
Hija única de Dolores Villanueva y Elices, hija de un notable médico, viajero y naturalista leonés, Juan Villanueva Juanes, y de Felipe de Acuña y Solís, de abolengo aristocrático y descendiente del obispo Acuña, famoso líder comunero. Hasta fecha reciente su nacimiento se localizó en la localidad madrileña de Pinto en 1851; investigaciones publicadas en 2005, han determinado, por el contrario, que nació calle de Fomento de la capital española en 1850. El ilustrado ambiente familiar y una grave afección ocular fomentaron una personalidad culta, sensible y con una fuerte base intelectual (intensificada por la tutela paterna). Con apenas dieciséis años, viajó al extranjero, visitando la Exposición Universal de París (1867) y más tarde residió una temporada en Roma, donde su tío, Antonio Benavides, era embajador español.
Su primera colaboración periodística se documenta en 1874, en La Ilustración Española y Americana, y su bautismo literario ocurrió el 12 de enero de 1876, fecha en que se estrenó en el Teatro del Circo, en Madrid, su primera obra de teatro, Rienzi el tribuno —un alegato contra la tiranía—, cuando la autora todavía no había cumplido los veinticinco años de edad. El público asistente y críticos como Clarín o venerables dramaturgos como José de Echegaray o Núñez de Arce, le dieron su aplauso; no en vano, la obra era una llamada a la libertad, y la nueva autora, una mujer, cerraba filas en el grupo de la intelectualidad liberal española del momento.

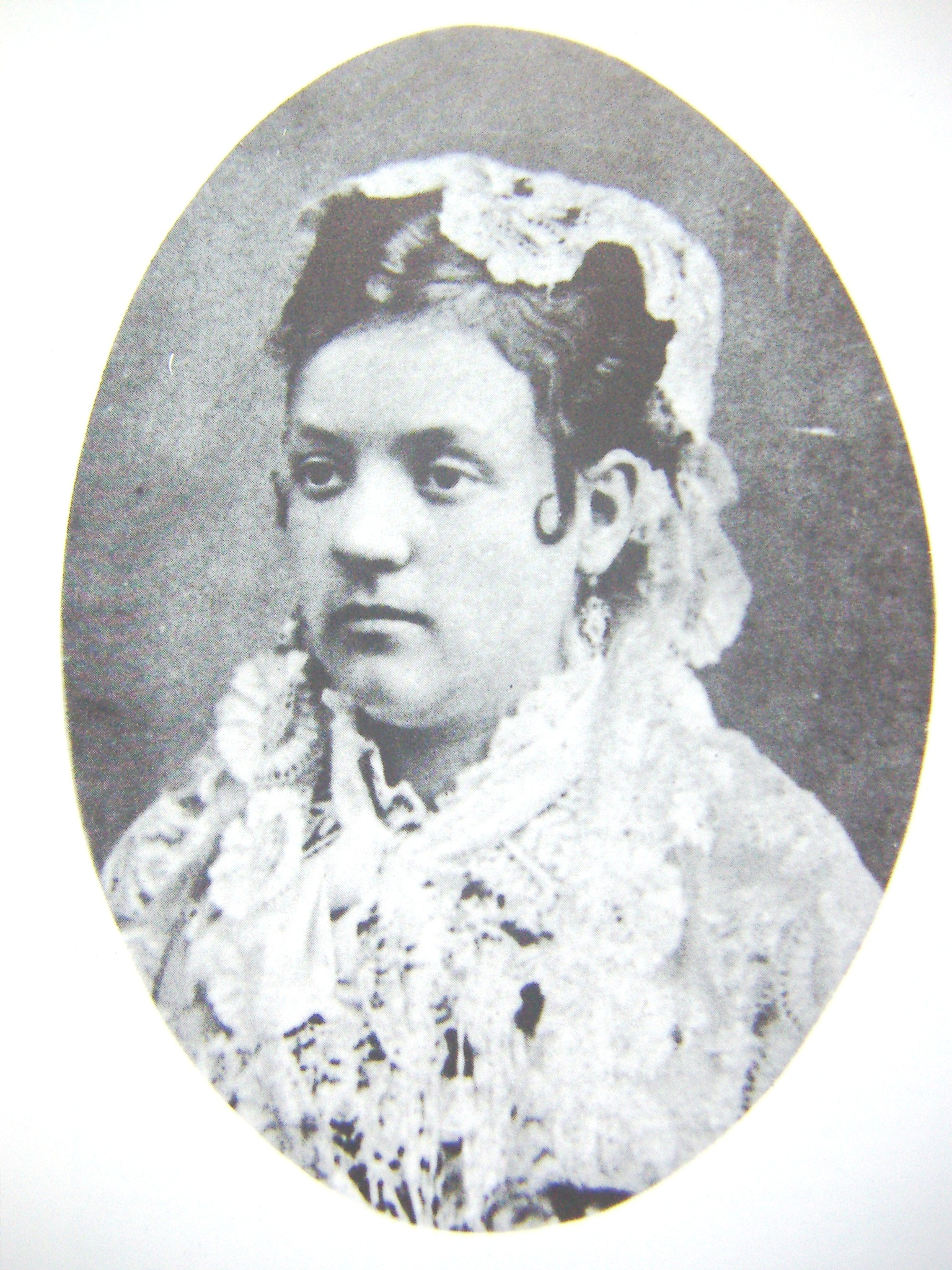
La joven Rosario de Acuña (hacia 1876).

Dos meses después de su brillante estreno teatral, contrajo matrimonio con Rafael de la Iglesia y Auset, un joven teniente de Infantería perteneciente a la burguesía madrileña. Antes de terminar ese año de 1875 se trasladaron a Zaragoza, destino militar del marido de Rosario, aunque pronto retornarían a Madrid. Continuó Rosario su labor como dramaturga y el 27 de noviembre de 1878 estrenó en la mencionada capital aragonesa su segundo drama Amor a la patria (firmado con el seudónimo "Remigio Andrés Delafón"). Y dos años después, el 6 de abril de 1880, estrenó en el Teatro Español de Madrid Tribunales de venganza.
En ese periodo, su matrimonio se había ido descomponiendo, hasta que la reiterada infidelidad de su esposo la llevó a tomar la decisión de abandonarlo, algo inconcebible en España en aquel momento. Otro golpe importante fue la muerte de su padre, en enero de 1883.
Como periodista, Rosario desarrolló todo un programa de denuncia contra la desigualdad social entre la mujer y el hombre y contra la institución que "no solo lo permitía sino que lo alimentaba", tarea en la que destacaron desde 1884 sus colaboraciones con Las Dominicales del Libre Pensamiento, semanario madrileño fundado y dirigido por Ramón Chíes y Fernando Lozano, el segundo periódico más excomulgado y denunciado del país después de El Motín de José Nakens, y formando frente con Ángeles López de Ayala. Ese espíritu beligerante —lúcido, valiente, o endemoniado, según las diferentes perspectivas— la acercó a la intelectualidad progresista española masculina; en la primavera de 1884 se convirtió en la primera mujer que realizaba una lectura poética en el Ateneo de Madrid, considerada emblemática por sus simpatizantes y una provocación por sus adversarios. Su producción, tanto creativa como periodística, había ido aumentando. En esos años fueron muy habituales sus colaboraciones en los principales diarios (El Imparcial, El Liberal) y revistas españolas (Revista Contemporánea, Revista de España). Se ganó el reconocimiento de los sectores sociales y culturales afines al libre pensamiento, vinculados en ocasiones con agrupaciones republicanas, con proposiciones entonces tan conflictivas como la separación de la Iglesia y el Estado; en esa línea, Rosario ingresó en una logia de adopción masónica, la Constante Alona de Alicante, con el nombre simbólico de «Hipatia», que aparecerá desde entonces en muchos de sus escritos; el acto de su iniciación se celebró el 15 de febrero de 1886. También estuvo vinculada a la logia Hijas del Progreso de Madrid en 1888 y a la logia Jovellanos de Gijón a partir de 1909. En los últimos años de la década de 1880 desplegó una gran actividad viajando por Galicia, Asturias, Andalucía y el Levante español. Mantuvo un acre enfrentamiento con la Compañía de Jesús. y arremetió virulentamente "contra la intromisión del clero en la intimidad de las conciencias". Pese a que publicó una serie de artículos bajo el nombre Ateos, reivindicó una vuelta a "un cristianismo auténtico, el de los primeros cristianos y un retorno al Evangelio", junto con el ideal de "la perfectabilidad humana".

### El escándalo deEl padre Juan
En el umbral de la última década del siglo XIX, concretamente el día 3 de abril de 1891, Rosario de Acuña dio a luz su drama más valiente y desde luego el más famoso por atrevido y escandaloso.  La autora sufrió multitud de dificultades para poder llevar el drama a escena, pues, aunque consiguió todos los requisitos legales, ninguna compañía estable se atrevía a representarlo; pese a su situación, Acuña no desistió y creó su propia compañía, alquiló el Teatro Alhambra de Madrid, e incluso confeccionó  ella misma el vestuario. Así se estrenó El padre Juan, resultando clamorosos el éxito y el escándalo. Obra anticlerical por antonomasia, acusando a la Iglesia católica de institución "manipuladora y moldeadora de conciencias" y echando por tierra buena parte de los intocables pilares de la sociedad católica.
Sin embargo, a pesar de haber superado la censura previa y contar con el permiso pertinente, el gobernador de Madrid ordenó la clausura del teatro y la interrupción de las funciones. Rosario decide entonces abandonar la capital de España y hacer un breve viaje por Europa. A su regreso, Rosario trasladó su residencia al pueblo de Cueto, en las afueras de Santander. La acompañaron, además de su madre, Carlos Lamo Jiménez —un joven que había conocido en Madrid en 1886 y que ya nunca la abandonaría— y la hermana de este, Regina.

### Una granja avícola y una casa frente al mar

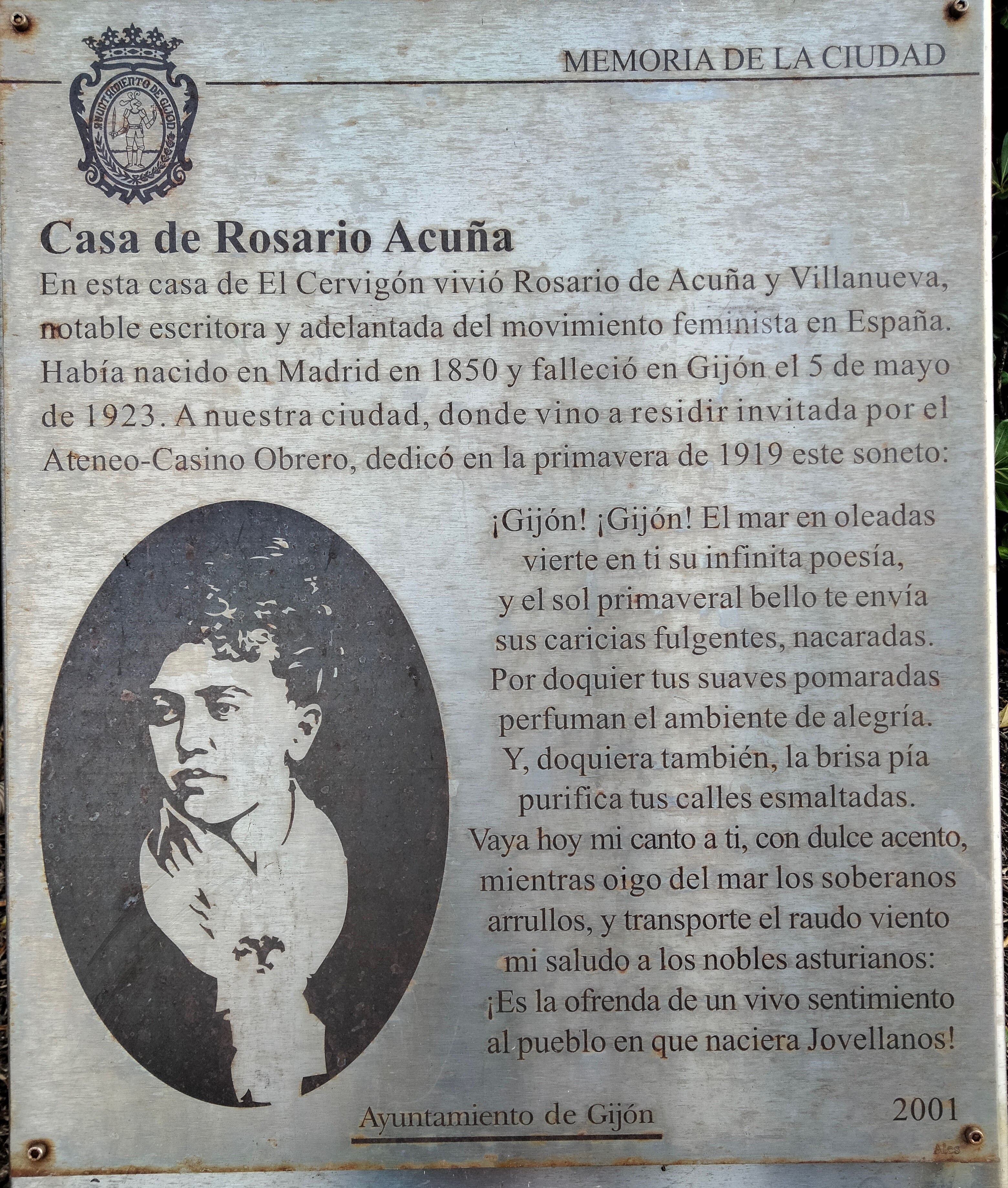
Placa conmemorativa frente a la casa donde residió Rosario de Acuña en El Cervigón (Gijón)

Rosario de Acuña, amante del campo y de la naturaleza, llegó a convertirse en una experta en avicultura y una auténtica innovadora en su época. Habiendo acudido a la primera Exposición de Avicultura, celebrada en Madrid en 1902, y publicado en el diario El Cantábrico de Santander una colección de artículos técnicos sobre este primitivo recurso agrario, llegó a recibir una medalla por sus estudios prácticos, investigaciones y labor de difusión de la industria avícola, como un planteamiento de alternativa para la mujer rural.
En 1905, fallece su madre en Santander, y Rosario escribe un soneto dedicado a ella, que incluirá en el testamento que redactó en 1907, con el expreso deseo de colocarlo sobre una losa, junto a la tumba donde descansaban sus restos. La dedicatoria completa decía: "A mi madre, Dolores Villanueva, viuda de Acuña, aquí yacente desde 1905" 
Después de que los dueños de la finca santanderina en que había montado la granja le rescindieran el contrato —sometidos quizá a presiones de las fuerzas conservadoras—, Rosario se trasladó a la vecina Asturias y, con el apoyo del Ateneo-Casino Obrero de Gijón, inició en 1909 la construcción sobre un acantilado de su solitaria casa en el lugar conocido como El Cervigón (parroquia de Somió, Gijón), en la que habitaría ya desde 1910 hasta su muerte.

### Exilio y testamento
Instalada en El Cervigón, Rosario desataría de nuevo la furia en todos los estamentos convencionales de España, con la publicación de «La jarca de la Universidad», un artículo que le envía al polémico periodista anticlerical Luis Bonafoux, editor en París del periódico El Internacional («L'Internationale»), en el que muestra su indignación e ironiza el suceso ocurrido en Madrid, reseñado en el Heraldo de Madrid del 14 de octubre de 1911, a propósito de los insultos de un grupo de estudiantes a universitarias de la Universidad Central, artículo que, reproducido también en El Progreso de Barcelona del 22 de noviembre de 1911, causó escándalo y desató una huelga masiva de estudiantes. El gobierno decidió tomar partido del lado de los huelguistas —esta vez sí— planteando el procesamiento de Rosario de Acuña. Ante la perspectiva de ir a prisión, Rosario de Acuña tuvo que exiliarse en Portugal, coincidiendo con la instauración de la república lusa. Poco más de dos años después, en 1913, regresó del exilio gracias al indulto propuesto para ella por el conde de Romanones (que 'justificó' el perdón con estas palabras: "Rosario de Acuña, que debe tener más años que un palmar, ha de volver a la Patria, porque es una figura que la honra y enaltece").
La última crítica que realizó a la religión quedó escrita en su testamento:

"Habiéndome separado de la religión católica por una larga serie de razonamientos derivados de múltiples estudios y observaciones, quiero que conste así, después de mi muerte, en la única forma posible de hacerlo constar, que es no consintiendo que mi cadáver sea entregado a la jurisdicción eclesiástica testificando de este modo, hasta después de muerta, lo que afirmé en vida con palabras y obras, que es mi desprecio completo y profundo del dogma infantil y sanguinario, cruel y ridículo, que sirve de mayor rémora para la racionalización de la especie humana".
Rosario de Acuña Testamento

Murió a causa de una embolia cerebral en su casa de «La Providencia» el 5 de mayo de 1923, y fue enterrada en el Cementerio Civil de Gijón. En los diarios de aquellas fechas, como El Noroeste, ha quedado noticia de que la manifestación del pueblo asturiano fue extraordinaria.
El primero de mayo de 1923, en una reunión con los obreros gijoneses del mencionado Ateneo de la ciudad, había sido última voluntad de Rosario la representación, como recuerdo póstumo, de su obra El padre Juan, "censurada por el Gobierno Español por considerarla racionalista". Como tal deseo fue puesta en escena por la Sección Artística Obrera del Ateneo y representada en el Teatro Robledo de Gijón.

## Obra
La obra total de Rosario de Acuña, muy extensa, abarca en la práctica la mayor parte de géneros de creación escrita. Muy importante fue durante su vida el escandaloso éxito de su obra teatral, pero no es menor la calidad de buena parte de su producción. Pueden destacarse a modo testimonial:
Acaso por las escasas mujeres que lograron gozar de éxito como dramaturgas en España, a Rosario de Acuña se la recuerda, eminentemente, por sus obras de teatro. De una manera u otra, Rosario de Acuña fue una escritora de éxito desde el año 1860, así como considerada, en 1885, 
la heroína del librepensamiento. Un año más tarde, se inició en la logia Constante Alona, de Alicante. A través de sus obras, libros y artículos publicados en la prensa republicana y librepensadora, se convierte en una figura paradigmática del movimiento feminista. En 1923, fecha de su muerte (en Gijón), se esmera y se enfrasca con ahínco en una triple dirección en aras de la masonería, del librepensamiento y de la defensa de la causa feminista, con un discurso pronunciado a fines del 1888, en la logia Hijas del progreso (Madrid), de cuyo seno ella es oradora. Propugna que la mujer, gracias a la mujer, se engrandece, se dignifica, y postula que la mujer que prueba sus fuerzas, como ser pensante que es, manifiesta su condición de ser racional en un rayo de acción específicamente femenino.
En cierto modo, a juzgar por sus dramas históricos, de Rosario de Acuña se apoderó una suerte de vena posromántica, como evidencian Rienzi el tribuno y Amor a la patria, obras en verso que tratan de conflictos entre el honor y el deseo. Rienzi el tribuno es la obra más conocida y reconocida de Rosario de Acuña, ambientada en la centuria del Quattrocento italiano y que se centra en los esfuerzos de Rienzi por acabar con las hostilidades de la sangre de los nobles y unificar Roma. La historia deviene en un final sangriento y en una rebelión acusada de traición. Amor a la patria recrea la heroica resistencia de los campesinos españoles contra la invasión napoleónica en el 1808, en la que se privilegia el cometido de la mujer y su lealtad, en contraste con las pulsiones instintivas e irreflexivas del temperamento masculino. Tribunales de venganza también pertenece a la serie de tragedias históricas versificadas. Otras obras incluyen El padre Juan, un melodrama anticlerical en prosa cuyo estreno provocó un escándalo por mor de su ataque al fanatismo religioso: por un lado, los personajes librepensadores (también impíos) se identifican con la bondad y la iluminación, mientras que, por otro lado, el cura (siniestro e hipócrita) y sus acólitos desencadenan un asesinato. La voz de la patria vuelve al verso para representar el dilema de un joven aragonés que se debate entre responder a la llamada de su país y salvar el honor de su prometida embarazada.
El éxito de Rosario de Acuña en el arduo y exigente medio de expresión del verso estriba en gran medida en su facilidad como poeta. Entre las obras no dramáticas se incluyen Ecos del alma, Morirse a tiempo, escrita a imitación del entonces popular poeta, Campoamor, y Sentir y pensar, cuya intención es más cómica de lo que el título puede sugerir. El interés de la escritora por la gente del campo aflora en La herencia, El hijo de los pueblos rurales e Influencia de la vida del campo en la familia. Sus preocupaciones sociales, muy adelantadas a su tiempo, se dejan entrever en El crimen de la calle de Fuencarral, obra inspirada en un asesinato que causó sensación y revuelo, en la que aboga por el entendimiento y la rehabilitación para el malhechor, con base en una sociedad que se decanta por la responsabilidad, y Consecuencias de la degeneración femenina. Tiempo perdido es una colección de historias y escenas cortas; La siesta constituye un conjunto de artículos y miscelánea, mientras que Cosas mías reinterpreta tres ensayos feministas.
La primera dramaturga que cerró un teatro es, paradójica e irónicamente, una de las primeras mujeres que contribuyeron a la apertura de la mentalidad y de la hermética idiosincrasia españolas.

### Teatro
- Rienzi el tribuno (1876)

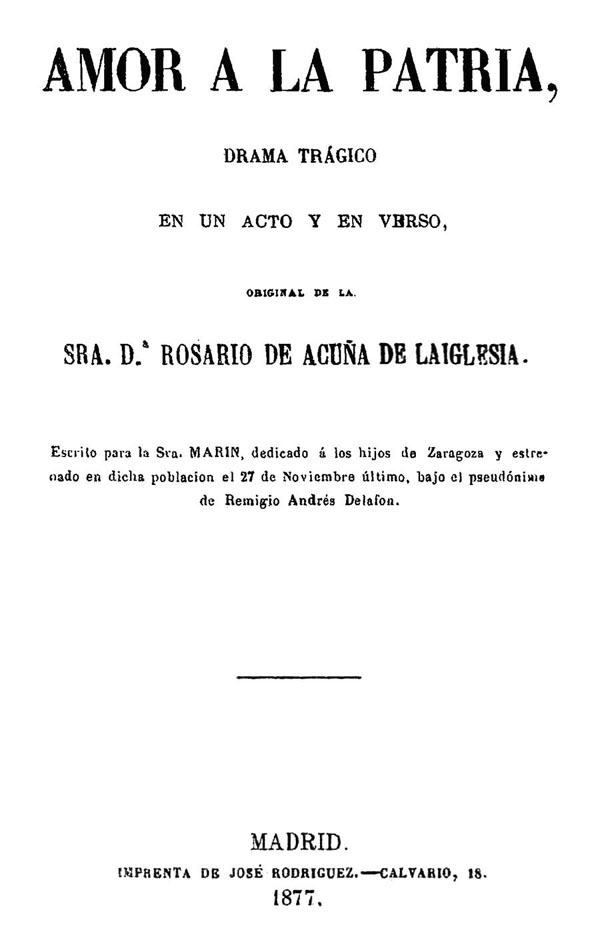
Portada del drama trágico Amor a la patria (1877). Imprenta de José Rodríguez, Madrid.

- Amor a la patria: drama trágico en un acto y en verso (1877)
- Tribunales de venganza (1880)
- El padre Juan (1891)
- La voz de la patria (1893)

### Poesía
- La vuelta de una golondrina (1875)
- Ecos del alma (1876)
- Morirse a tiempo: ensayo de un pequeño poema imitación de Campoamor (1879)
- Sentir y pensar (1884)

### Libros didácticos
- La casa de muñecas (1888)
- Un certamen de insectos (1888)
- La herencia de las fieras. Misterios de un granero (1890)

### Ensayo
- Influencia de la vida del campo en la familia (1882)
- El lujo de los pueblos rurales (1882)
- ¡Ateos! (1885)
- Consecuencias de la degradación femenina (1888)
- Avicultura. Colección de artículos (1902)

### Varia
- Un ramo de violetas, Francia: Imp. Lamiguére, (1873)
- Cosas mías (1917)
- Artículos y cuentos, Gijón: Ateneo Obrero de Gijón, 1992
- Obras reunidas, Oviedo, KRK Ediciones, 2007

## Testimonios
"Ella ha abordado todos los géneros de la literatura, la tragedia, el drama histórico, la poesía lírica, el cuento, la novela corta, el episodio, la biografía, el pequeño poema, el artículo filosófico, político y social, y la propaganda revolucionaria."
Ficha crítica de Benito Pérez Galdós.

"Dichosa usted, señora, que puede brillar entre los hombres por su talento, y entre las mujeres buenas por su bondad. Natural es, por consiguiente, que merecer el afecto de usted, alegre y envanezca a su respetuoso y apasionado amigo y servidor."
Piropo de Manuel Tamayo y Baus

### Homenajes
También en Asturias, el Instituto Asturiano de la Mujer promueve la Escuela Feminista Rosario Acuña.
Tras varios intentos iniciales de fundaciones masónicas en Asturias, desde el 1 de mayo de 2004 se estableció en Gijón la "Logia Rosario de Acuña", dependiente de la Orden del Gran Oriente de Francia. 
El investigador y ateneísta Aquilino González Neira es autor de la que quizá sea la biografía más completa de la autora, Rosario Acuña: masonería y anticlericalismo burgués (2005), editada por Eikasia.
El 14 de febrero de 2024 el pleno del Ayuntamiento de Gijón, a propuesta de IU, acordó solicitar a Adif que nombrara «Rosario de Acuña» a la Nueva Estación Intermodal.

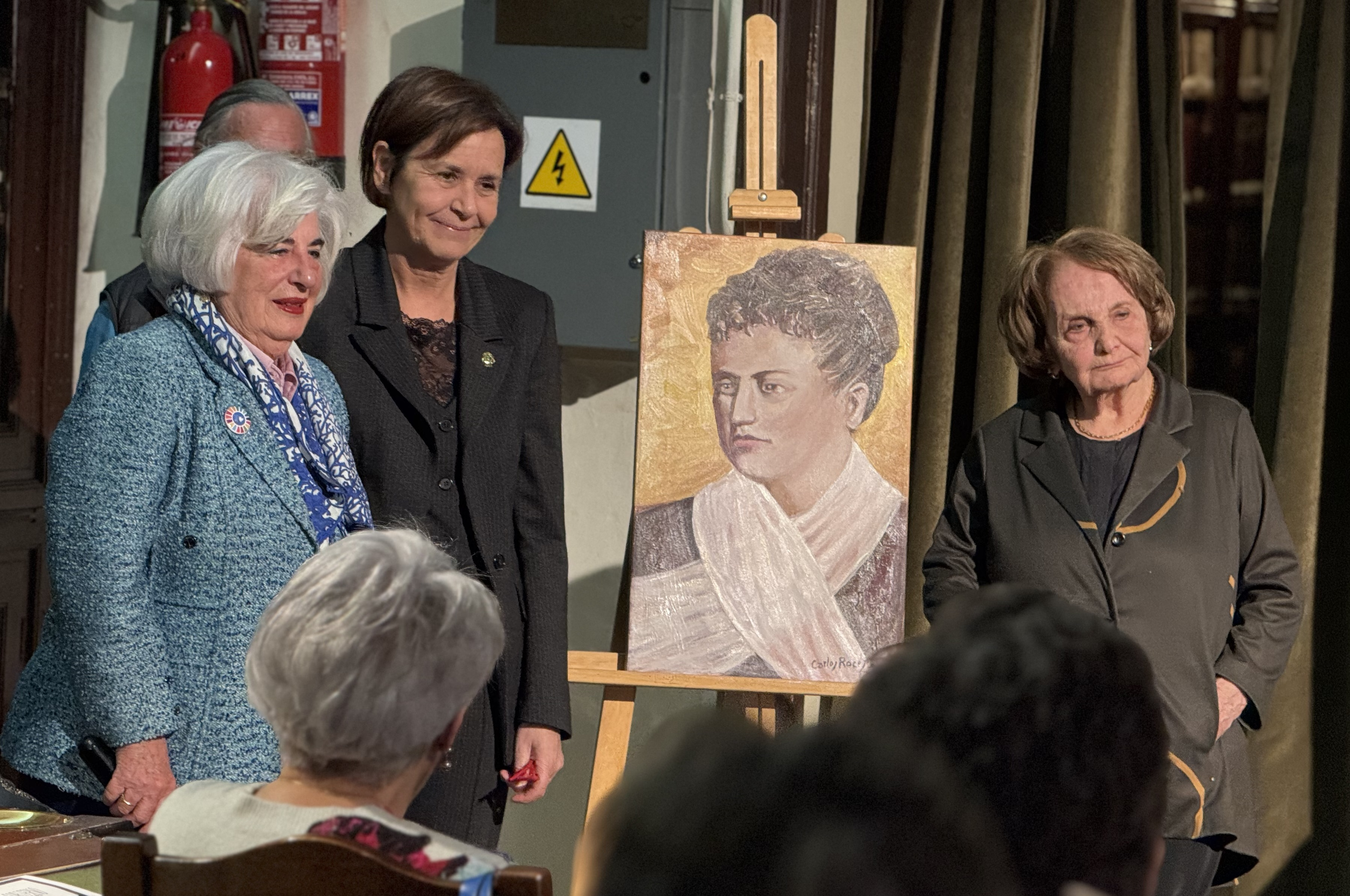
Entrega del retrato de Rosario de Acuña al Ateneo de Madrid. En la imagen Carmen Moriyón, Paz Fernández Felgueroso y Francisca Sauquillo (2025)

El 1 de febrero de 2025 se realizó un homenaje en el Ateneo de Madrid y se entregó un retrato de Rosario de Acuña a la institución para que formara parte la galería de retratos. Rosario de Acuña fue la primera mujer que intervino en la tribuna del ateneo en 1884. Hasta hace poco tiempo la galería de retratos del Ateneo de Madrid contaba con 188 retratos de personalidades ilustres de España de los que sólo uno era de una mujer, Emilia Pardo Bazán.  La iniciativa fue impulsada por la Tertulia Feminista Les Comadres y el retrato fue realizado por Carlos Roces por encargo del Ayuntamiento de Gijón. En el acto de entrega del retrato intervinieron la alcaldesa de Gijón Carmen Moriyón, Ines Alberdi, autora de una biografía de Rosario de Acuña, Beatriz de Laiglesia y la exregidora Paz Fernández Felgueroso que destacó la actualidad del legado de la escritora y pensadora  «renovamos nuestro reconocimiento a su legado y reafirmamos la importancia de seguir promoviendo espacios de reflexión y diálogo donde las nuevas generaciones puedan conocer y valorar su contribución a la cultura y al pensamiento crítico».

### Epónimos de centros educativos
Ya a finales del siglo XX su vieja casa del acantilado fue convertida en Escuela Taller Municipal y se le dedicó un IES en Gijón, donde anualmente se convoca el "Premio para trabajos de investigación de calidad en Asturias" que lleva su nombre.